# Китайско-северокорейские отношения
Китайско-северокорейские отношения — двусторонние отношения между КНР и КНДР. Дипломатические отношения между странами были установлены в 1949 году. Протяжённость государственной границы между странами составляет 1352 километра.

## История
В 1950 году КНР воевала на стороне КНДР в Корейской войне. В 1961 году страны подписали Договор о сотрудничестве и дружбе, КНР обязалась немедленно оказать военную и иную помощь для своего союзника, если возникнет такая необходимость. Этот договор был продлён дважды, в 1981 и 2001 годах, со сроком действия до 2021 года. С 2003 года КНР является участником шестисторонних переговоров, направленных на урегулирование вопроса о ядерной программе КНДР. 1 января 2009 года председатель КНР Ху Цзиньтао и северокорейский лидер Ким Чен Ир объявили 2009 год «Годом дружбы КНР и КНДР», тем самым отметив 60-летие установления дипломатических отношений между странами.
В 2013 году министр иностранных дел КНР Ян Цзечи заявил, что КНР выступает «решительно» против последнего ядерного испытания, проведённого КНДР. 12 февраля 2013 года Ян Цзечи лично сообщил об этом северокорейскому послу в КНР Цзи Чжэ Рену. 5 мая 2013 года КНДР захватила китайское рыболовецкое судно. КНДР потребовала 600 тыс. юаней (97 600 долларов США) для возвращения судна вместе с экипажем.

## Граница
КНР и КНДР разделяет 1400-километровая граница, которая соответствует в общих чертах течению рек Ялуцзян и Туманной. Страны имеют шесть пограничных переходов. В ноябре 2003 года китайцы отозвали полицейские силы от охраны границы и ввели армейские подразделения. В 2006 году КНР построила 20-километровый забор вдоль границы с КНДР. Большая часть торговли КНР с КНДР идет через порт Даньдун на реке Ялуцзян.
В феврале 1997 года китайским туристам было разрешено проходить границу через мост на реке Туманной. Это привело к феноменальному увеличению трансграничного движения в течение одного года, с менее чем 1000 человек в 1996 году до более чем 100 тыс. в 1997 году. В мае 2012 года КНР и КНДР подписали соглашение о строительстве моста, который соединит северокорейский город Манпхо с городом Цзянь в КНР.

### Территориальный спор
В 1963 году между Пекином и Пхеньяном было достигнуто соглашение о демаркации границы. Во время советско-китайского противостояния КНР приняла гибкую позицию для того, чтобы вырваться из международной изоляции и перетянуть режим Ким Ир Сена на свою сторону. Китайские уступки при проведении демаркации были столь значительны, что местные власти в приграничных провинциях Гирин и Ляонин протестовали. В 1965 году в самый разгар китайско-советского противостояния, для того, чтобы наказать северокорейский режим за отсутствие поддержки, КНР потребовала уступить 160 квадратных километров вокруг Пэктусана в качестве компенсации за экономическую и военную помощь, оказанную КНДР во время Корейской войны. В период с марта 1968 года по март 1969 года около Пэктусана были стычки между северокорейскими и китайскими вооружёнными силами. В ноябре 1970 года Китай отказался от своих претензий в целях улучшения отношений с Пхеньяном.

## Экономические отношения
КНР является крупнейшим торговым партнёром КНДР, в то время как КНДР занимает 82-е место в списке торговых партнеров КНР. КНР обеспечивает около половины всего северокорейского импорта и получает четверть всего экспорта. Импорт КНР из КНДР: минеральное топливо (уголь), руды, одежда, железо и сталь, рыба и морепродукты. Импорт КНДР из КНР: минеральное топливо и нефть, машины, транспортные средства, пластик, железо и сталь. КНР является основным поставщиков нефти для КНДР. В 2009 году экспорт нефтепродуктов в КНДР составил 327 млн долларов США, что является 17 % всего китайского экспорта в КНДР. В 2013 году КНР посетили 206,6 тыс. туристов из КНДР, тогда как в 1990 году — лишь 27,9 тыс.
| Год                                | 1995    | 1996    | 1997    | 1998    | 1999    | 2000    | 2001    | 2002    | 2003     | 2004     | 2005     | 2006     | 2007     | 2008     | 2009     |
| Товарооборот (в млн. долларов США) | 549,646 | 565,652 | 656,021 | 407,750 | 370,356 | 488,053 | 737,457 | 738,172 | 1023,541 | 1376,718 | 1581,234 | 1699,604 | 1973,974 | 2787,278 | 2680,767 |

## Военные отношения
Согласно официальным данным КНР, китайская армия потеряла на Корейской войне 390 тысяч человек. Из них: 114 084 убито в ходе боевых действий; 21,6 тысячи умерли от ран; 13 тысяч умерли от болезней; 25 621 — пленены или пропали без вести; 260 тысяч ранены в боях. При этом, согласно ряду как западных, так и восточных источников, до 1 миллиона китайских солдат было убито в боях, умерло от болезней, голода и несчастных случаев. Один из сыновей Мао Цзэдуна (кит. 毛澤東), Мао Аньин (кит. 毛岸英), также погиб в боевых действиях на корейском полуострове.